# 綾永蘭
綾永蘭（綾永らん，7月2日—）是一位日本女性漫畫家，出身於福井縣福井市。曾以奈月蘭（奈月らん）為名擔任Visco的PlayStation 2遊戲軟體《élan》（エラン）系列的人物設定。
在《純情房東俏房客》連載時擔任赤松健的助手，在《我永遠的聖誕老人》OVA擔任人物原案協力。正式以漫畫家的身分出道後，曾為赤松健設計《魔法老師》的幾名人物（綾瀨夕映、椎名櫻子、犬上小太郎、菲特·亞維路克斯、阿爾比雷歐·伊馬、近衛詠春（青年期）等）。夫婿是赤松健的主要助手MAGI（まぎぃ）。

## 作品

### 漫畫
- 《R.O.D -READ OR DREAM-》（集英社《Ultra Jump》連載）
- （講談社《Abracadabra（日语：アブラカダブラ (漫画雑誌)）》連載）

### 遊戲軟體
- 《élan》（Visco發行）

## 外部連結
- 綾永蘭個人部落格：PIROSHIKIGUMI[永久]
- MAGI個人網站：MAGI`s HOMEPAGE （页面存档备份，存于）